# Arasikatte Kaval, Arkalgud
Arasikatte Kaval là một làng thuộc tehsil Arkalgud, huyện Hassan, bang Karnataka, Ấn Độ.